# Trogir
Trogir (italijansko Traù) je dalmatinsko mesto z 10.107 prebivalci (2021) in pristanišče na Hrvaškem, sedež istoimenske mestne občine (hrv. Grad Trogir z 12393 prebivalci, 2021), ki upravno spada v Splitsko-dalmatinsko županijo.
Zaradi urbanistično-arhitekturne zasnove, ki sega v antično dobo, izredno ohranjene arhitekture v romansko-gotskem slogu ter stavb v beneškem slogu je zgodovinsko jedro Trogirja od leta 1997 uvrščeno na Unescov seznam svetovne dediščine.

## Mikrolokacija
Nahaja se 25 km zahodno od Splita, v Trogirskem kanalu, na koncu Kaštelanskega  zaliva.
Zgodovinski center Trogirja leži na manjšem otočku med otokom Čiovo in kopnim. Od kopnega ga deli ozek kanal s privezi za čolne, preko katerega sta zgrajena dva mostova, eden za cestni promet in drugi za pešce. Tretji most na severni obali povezuje središče Trogirja z delom mesta na otoku Čiovo in z ladjedelnico.

## Zgodovina
Na področju današnjega mesta so v 3. stoletju pr. n. št. grški kolonisti z otoka Visa (Issa) ustanovili naselje Tragurion, ki se je v rimski dobi imenovalo Tragurium in se razvilo v pomembno pristanišče. 
Grško ime naselja izvira iz grških besed »tragos« in  »oros« s pomenom kozlovo obrežje, podobno kot grško ime otoka Čiovo »Bua« izvira iz grške besede »voua« s pomenom čreda.
Z razvojem bližnjega mesta Solin (Salona), ki je danes skoraj predmestje Splita, je pričel Trogir počasi zgubljati svoj pomen. 
Po propadu rimskega imperija je prišel Trogir pod oblast Bizanca. V času naseljevanja Hrvatov so se v Trogir priselili begunci iz Solina. Kljub formalnemu priznavanju bizantinske oblasti je Trogir od 9. stol. dalje plačeval davke tudi madžarskim (hrvaškim) vladarjem. Mesto je postalo v 9. stol. sedež škofije, ki je bila ukinjena leta 1828. Leta 1000 je Beneška republika priznala neodvisnost prebivalcev mesta Trogirja in od tedaj je Trogir začel trgovati z italijanskim polotokom, od koder so odtlej prihajali številni kulturni vplivi ter pobude za gospodarski napredek in izboljšave. Leta 1107 je trogirski komuni privilegije s t.i. Trogirsko diplomo potrdil madžarsko-hrvaški kralj Koloman, ki je obljubil mestu svojo zaščito, prosto izbiro kneza (načelnika) in potrjevanja lokalnega škofa, pravico sprejema lastnih zakonov, tretjino prihodkov od prometa v pristanišču in da madžarska vojska brez dovoljenja ne bo vstopila v mesto.
Leta 1123 so saracenski pirati osvojili in skoraj popolnoma porušili Trogir. Leta 1242 se je v mesto pred mongolskimi osvajalci zatekel madžarsko-hrvaški kralj Béla IV. Po vojni med Chioggio in Benetkami je morala Chioggia preklicati svoje partnerstvo z Zadrom in Trogirjem proti Benečanom, nato pa je Šibenik postal pomembno trgovsko središče, z monopolom pri trgovanju s soljo na skoraj celotnem Jadranu. 
Leta 1420 se je pričelo skoraj štiristoletno obdobje oblasti Beneške republike v Trogirju, med katerim je mesto (namesto izvoljenih predstavnikov iz vrst domačih plemiških rodbin) vodil v beneškem senatu potrjeni podesta s svojo mestno upravo. Okoli leta 1650 so v Trogirju odkrili edini primerek znamenitega odlomka iz Petronijevih Satir - Trimalhionove gostije (»Cena Trimalchionis«), ki je bila vzor rimske proze. Po ukinitvi Beneške republike s strani Napoleona Bonaparta leta 1797 je Trogir (z izjemo kratkega obdobja francoske oblasti v času Ilirskih provinc) (1806-1814) prešel pod oblast habsburške monarhije, ki je kot Avstro-Ogrska razpadla leta 1918.
V letih po prvi svetovni vojni je bilo mesto skupaj z večino Dalmacije sestavni del SHS in nato Kraljevine Jugoslavije. Po fašistični agresiji leta 1941 in kasnejši nemški okupaciji so Trogir 20. oktobra 1944 osvobodili partizani in je bil del Jugoslavije do njenega razpada in razglasitve neodvisnosti Hrvaške leta 1991.

## Kulturni spomeniki
- Zgodovinsko mestno jedro z okoli 10 cerkvami ter številnimi hišami in palačami iz 13. stoletja
- Mestna vrata iz 17. in mestno obzidje iz 15. stoletja
- Stolnica sv. Lovrenca (Svetog Lovre) iz 13. stoletja, s portalom mojstra Radovana, unikatnim delom tega dalmatinskega umetnika
- Knežja palača iz 13. stoletja
- Trdnjava Kamerlengo iz 15. stoletja
- Velika in mala palača Cipiko iz 15. stoletja
- Mestna loggia iz 15. stoletja

## Demografija
| Pregled števila prebivalcev po letih | Pregled števila prebivalcev po letih | Pregled števila prebivalcev po letih | Pregled števila prebivalcev po letih | Pregled števila prebivalcev po letih | Pregled števila prebivalcev po letih | Pregled števila prebivalcev po letih | Pregled števila prebivalcev po letih | Pregled števila prebivalcev po letih | Pregled števila prebivalcev po letih | Pregled števila prebivalcev po letih | Pregled števila prebivalcev po letih | Pregled števila prebivalcev po letih | Pregled števila prebivalcev po letih | Pregled števila prebivalcev po letih |
| ------------------------------------ | ------------------------------------ | ------------------------------------ | ------------------------------------ | ------------------------------------ | ------------------------------------ | ------------------------------------ | ------------------------------------ | ------------------------------------ | ------------------------------------ | ------------------------------------ | ------------------------------------ | ------------------------------------ | ------------------------------------ | ------------------------------------ |
| 1857                                 | 1869                                 | 1880                                 | 1890                                 | 1900                                 | 1910                                 | 1921                                 | 1931                                 | 1948                                 | 1953                                 | 1961                                 | 1971                                 | 1981                                 | 1991                                 | 2001                                 |
| 3201                                 | 3069                                 | 3129                                 | 3392                                 | 3420                                 | 3514                                 | 3296                                 | 4536                                 | 4403                                 | 4348                                 | 5003                                 | 6177                                 | 8588                                 | 10266                                | 10907                                |

## Znani trogirčani
- Koriolan Cipiko, hrvaški humanist, zgodovinar in vojak
- Vinko Coce, dalmatinski pevec in pisec besedil